# 후쿠키촌
후쿠키촌(温品村)은 히로시마현 아키군에 있던 촌이다. 현재의 히로시마시 히가시구에 해당한다.

## 참고문헌
- 가도카와 일본 지명 대사전 34 広島県
- 『市町村名変遷辞典』東京堂出版、1990年。